# Langevin (Schiff)
Die Langevin ist ein französisches Forschungsschiff der Compagnie Maritime Nantaise in Nantes.

## Geschichte
Das Schiff wurde unter der Baunummer 830 auf der Werft Halter Marine in New Orleans als Offshore-Versorger für Acadian Marine Service gebaut und im Juli 1980 abgeliefert. Das Schiff, das als Acadian Navigator in Fahrt kam, war das erste von vier baugleichen Offshore-Versorgern der Reederei. Die Schiffe bildeten zusammen mit zwei weiteren Offshore-Versorgern mit etwas abweichenden Daten die nach dem Typschiff Acadian Mariner benannte Mariner-Klasse.
1986 wurde das Schiff in Nicor Navigator umbenannt. NICOR hatte Acadian Marine Service Anfang der 1980er-Jahre übernommen.
1987 war das Schiff an der Suche nach dem Wrack der Central America beteiligt, die im September 1857 auf dem Weg nach New York vor dem US-Bundesstaat Georgia gesunken war.
Das Schiff wurde 1990 an die Compagnie Maritime Nantaise verkauft und zum Forschungsschiff umgebaut. Es steht der französischen Marine als Hilfsschiff und der Naval Group, die 2017 aus der Direction des Constructions Navales hervorgegangen war, für die Wehrforschung und -entwicklung zur Verfügung.

## Technische Daten
Der Antrieb des Schiffes erfolgt dieselelektrisch. Die Schiffe der Klasse waren die ersten Offshore-Versorger mit dieselelektrischem Antrieb. Die beiden Propeller werden von zwei Elektromotoren mit jeweils 1325 kW Leistung angetrieben. Für die Stromerzeugung stehen drei Zweittakt-Sechzehnzylinder-Dieselmotoren von General Motors (Typ: 16V149TI) zur Verfügung, die drei Generatoren mit jeweils 1125 kVA Scheinleistung antreiben. Weiterhin steht ein Hafen- und Notgenerator mit 60 kW Leistung (75 kVA Scheinleistung) zur Verfügung.
Die Decksaufbauten mit der Brücke befinden sich im vorderen Bereich des Schiffes. Dahinter befand sich ein über etwa zwei Drittel der Schiffslänge erstreckendes, offenes Arbeitsdeck. Während des Umbaus zum Forschungsschiff wurde ein großer Teil des Arbeitsdecks überbaut, um Platz für die nötigen Räume wie Labore, Aufenthaltsräume und zusätzliche Kabinen zu schaffen.
Der Rumpf des Schiffes ist eisverstärkt. Der Pfahlzug des Schiffes beträgt 87 t.